# Еуђенио Монтале
Еуђенио Монтале (итал. Eugenio Montale; Ђенова, 12. октобар 1896 — Милано, 12. септембар 1981) је био италијански песник, највећи представник италијанског херметизма.
Поезијом лишеном сваке речитости изражава тегобу савременог човека у њему отуђеном свету. Главна дела: Сипине кости, Прилике, Олуја и друго, Сатура, Дневник 71. и 72. године, Свеска за четири године, Аутодафе, Лептир из Динара и друго. Добитник је Нобелове награде за књижевност 1975. године.
Умро је у Милану 12. септембара 1981. године.